# Капська черепаха пустельна
Капська черепаха пустельна (Homopus solus) — вид черепах з роду Капські черепахи родини Суходільні черепахи. Інша назва «намібійська черепаха».

## Опис
Загальна довжина карапаксу досягає 15 см. Спостерігається статевий диморфізм: самиці більші за самців. Голова середнього розміру. Морда витягнута. Карапакс низький, сплощений, овальної форми. Спереду карапакс зубчатий. Пластрон доволі плаский.
Голова і кінцівки забарвлені у бежево-коричневий колір. Карапакс й пластрон коричневого кольору з бежевим відтінком.

## Спосіб життя
Полюбляє кам'янисті напівпустелі та пустелі. Харчується пагонами, квітами рослин, фруктами, калом.
Самиці відкладають до 2 яєць. Інкубаційний період триває 130–150 днів при температурі 27 °C.

## Розповсюдження
Мешкає на обмеженій ділянці у Намаленді в околицях с. Аус, поблизу м. Людеріц та м. Хааленберг (Намібія).